# Anolis ruizi
Anolis ruizi este o specie de șopârle din genul Anolis, familia Polychrotidae, descrisă de Ricardo M. Rueda și Williams 1986. A fost clasificată de IUCN ca specie în pericol. Conform Catalogue of Life specia Anolis ruizi nu are subspecii cunoscute.